# Новосильский сельсовет (Липецкая область)
Новоси́льский сельсове́т — сельское поселение в составе Тербунского района Липецкой области.
Административный центр — село Новосильское.

## История
Образовано на основании Закона Липецкой области от 02.07.2004 N 114-ОЗ «О наделении муниципальных образований в Липецкой области статусом городского округа, муниципального района, городского и сельского поселения». Границы поселения определены Законом Липецкой области от 23.09.2004 N 126-ОЗ «Об установлении границ муниципальных образований Липецкой области».

## Население
| 2009 | 2010 | 2012 | 2013 | 2014 | 2015 | 2016 |
| ---- | ---- | ---- | ---- | ---- | ---- | ---- |
| 605  | ↘555 | ↘550 | ↘532 | ↘513 | ↘499 | ↘484 |
| 2017 | 2018 | 2021 |      |      |      |      |
| ↘456 | ↘450 | ↘421 |      |      |      |      |

## Состав сельского поселения
| № | Населённый пункт | Тип населённого пункта       | Население |
| - | ---------------- | ---------------------------- | --------- |
| 1 | Вершина          | деревня                      | →45       |
| 2 | Новосильское     | село, административный центр | ↘510      |

## Местное самоуправление
Глава администрации — Панарин Владимир Михайлович.

## Экономика
На территории сельского поселения зарегистрированы 10 субъектов малого бизнеса.
Большинство сельскохозяйственных земель поселения обрабатывается КХ «Рассвет» и СХССПК «Новосильский», часть земель принадлежит крестьянско-фермерским хозяйствам.
На территории поселения функционирует 3 торговые точки, кафе, пилорама и мукомольня.

## Образование и культура
В поселении работают: средняя школа, детский сад, дом культуры, библиотека.
В селе Новосильское ведётся строительство Михайло-Архангельского храма.